# Viettel Mobile
Viettel Telecom es una empresa operadora estatal de telecomunicaciones con sede en Hanói, Vietnam, que fue fundada como SIGELCO el 1 de junio de 1989, como una división del Ministerio de Defensa de Vietnam.
La marca Viettel (Tập đoàn Viễn thông Quân đội o Corporación Militar de Telecomunicaciones de Vietnam) comenzó a utilizarse desde 1993. Inicialmente proveía servicios de comunicación a las Fuerzas Armadas vietnamitas hasta el año 2000, en que se lanza oficialmente al mercado con telefonía VoIP y posteriormente con telefonía celular en el 2004 de carácter masivo. En mayo de 2007, Chunghwa Telecom Co., Ltd. estableció una alianza estratégica con Viettel para proveer servicios de internet Data Center en Vietnam.
Actualmente el Grupo Viettel opera bajo diversas marcas en tres continentes (Asia, África y América).
Las marcas que usa en la actualidad son:
En su país natal, Vietnam (Viettel), posteriormente se expandió a los países vecinos entre los años 2000, Laos (Unitel), Camboya (Metfone)
En el 2012, el Grupo Viettel llegó a Timor Oriental (Telemor) y en el 2017 a Myanmar (Mytel).
A partir del año 2010 a 2014, se fue expandiendo fuera del Continente asiático, llegando a América Latina, en Haití (Natcom) y Perú (Bitel).
Al mismo tiempo se expandió en África, Mozambique (Movitel), Burundi (Lumitel), Tanzania (Halotel) y Camerún (Nexttel) entre los años 2010 y 2017.
El Grupo Viettel se caracteriza por desplegar su propia infraestructura de Redes, como también en algunos casos trabajar en conjunto para ello con el China ZTE.
En el 2020, el Grupo Viettel fue reconocido como el sexto proveedor de Infraestructura de Redes 5G a Nivel Mundial (Aunque al momento solo se autoproveen para sus divisiones propias).
La filosofía de Viettel es dar la mejor cobertura y acceso a Telefonía Móvil a toda la población posible de los países en donde invierte.

## Viettel en Perú
Artículo principal: Bitel
A mediados de 2012, Viettel ganó una licitación para brindar servicios de telefonía móvil en el Perú. Luego de varios retrasos, Viettel Perú S.A.C, que utiliza como nombre comercial Bitel, inició sus operaciones comerciales a nivel nacional el 26 de julio de 2014, ya se han instalado puntos de venta y servicio al cliente, así como se está terminando de complementar la cobertura de su señal.